# Microhyla chakrapanii
Espèce
Statut de conservation UICN

 DD  : Données insuffisantes
Microhyla chakrapanii est une espèce d'amphibiens de la famille des Microhylidae.

## Répartition
Cette espèce est endémique de l'île Andaman du Nord en Inde,.

## Description
Microhyla chakrapanii mesure environ 20-25 mm.

## Étymologie
Son nom d'espèce, chakrapanii, lui a été donné en référence à S. Chakrapani qui a cédé la collection où se trouvait l'holotype.

## Publication originale
- Pillai, 1977 : On two frogs of the family Microhylidae from Andamans including a new species. Proceedings of the Indian Academy of Science, sér. B, vol. 86, p. 135-138 (texte intégral).